# Trogoni (porodica)
Trogoni (lat. Trogonidae) su jedina porodica reda trogoni (lat. Trogoniformes) unutar razreda ptica. Porodica ima šest rodova i 39 vrsta. Nastanjuju tropske šume Afrike, Indije, Jugoistočne Azije (uključivši Ryukyu u južnom Japanu), Srednje i Južne Amerike, a najveći dio dana provode na drveću. Rijetko se zadržavaju na tlu. Na svojim kratkim, slabašnim nogama nisu dobri trkači. Neke vrste trogona su vrlo ugrožene uništavanjem njihovog staništa. Među drugima to je i dugorepi kvecal, nacionalni simbol Gvatemale.

## Obilježja
Trogoni su ptice s prekrasno obojenim perjem. No, vrlo su mirne, i kad sjede na grani teško ih je uočiti. Prije svega su mužjaci izrazitih boja, ženke su nešto manje upadljive. Perje im je vrlo meko i paperjasto. U dugačkom repu (kod kvecala je izmjerena dužina srednja dva repna pera od 78 cm) imaju dvanaest pera od kojih su po tri sa svake strane kraća od unutrašnjih koja su ojednake dužine koja je od vrste do vrste različita, i kreće se od oko 25 cm do gotovo 80 cm. S gornje strane tijela perje ima metalni odsjaj smaragdno zelene, zelene ili plave a ponekad i smeđe boje. S donje strane je često crveno, plavo, žuto ili bijelo. Krila su im jako zaobljena i uska, a pera na njima šiljasta i srpoliko svinuta. Dva prsta su okrenuta prema naprijed a dva prema natrag. Druge ptice imaju prvi i četvrti prst okrenut prema natrag, ali kod trogona su prema natrag okrenuti prvi i drugi prst. Kod korijena kljuna koji je širok i snažan, perje im prelazi u čvrste čekinje koje izgledaju poput čuperka. Na glavi imaju kukmice koje su od vrste do vrste različito izražene. Mladunce u prvo vrijeme hrane kukcima i drugim beskralješnjacima, dok se odrasli hrane različitim bobicama i voćem.

## Razmnožavanje
Trogoni su ptice dupljašice. Kljunom i nogama iskapaju duplju u trulom stablu ili termitnjaku ili preuzmu neku napuštenu duplju. Leglo ima dva do četiri jaja. U ležanju na jajima kao i u podizanju mladunaca sudjeluju oba roditelja.

## Rodovi i vrste
Hrvatski i latinski nazivi ptica:
- Apaloderma
  - Prugastorepi trogon (Apaloderma vittatum)
  - Žutouzdi trogon (Apaloderma aequatoriale)
  - Zelenoleđi trogon (Apaloderma narina)
- Euptilotis
  - Ušati kvecal  (Euptilotis neoxenus)
- Apalharpactes
  - sumatranski trogon (Apalharpactes mackloti )
  - javanski trogon (Apalharpactes reinwardtii)
- Harpactes
  - grimiznotrbi trogon (Harpactes diardii)
  - sivoprsi trogon (Harpactes whiteheadi)
  - indijski trogon (Harpactes fasciatus)
  - riđoleđi trogon (Harpactes oreskios)
  - filipinski trogon (Harpactes ardens)
  - veliki trogon (Harpactes wardi)
  - crnoglavi trogon (Harpactes duvaucelii)
  - crveni trogon (Harpactes erythrocephalus)
  - plavolici trogon (Harpactes kasumba)
  - smeđoleđi trogon (Harpactes orrhophaeus)
- Kvecali (Pharomachrus)
  - zlatnokapi kvecal (Pharomachrus fulgidus)
  - zlatnoglavi kvecal (Pharomachrus auriceps)
  - andski kvecal (Pharomachrus antisianus)
  - amazonski kvecal (Pharomachrus pavoninus)
  - dugorepi kvecal (Pharomachrus mocinno)
- Priotelus
  - kubanski trogon (Priotelus temnurus)
  - hispaniolski trogon (Priotelus roseigaster)
- Trogoni
  - kostarički trogon (Trogon bairdii)
  - plavokapi trogon (Trogon curucui)
  - planinski trogon (Trogon mexicanus)
  - meksički trogon (Trogon citreolus)
  - crnolici trogon (Trogon collaris)
  - Trogon collaris aurantiiventris
  - ogrličasti trogon (Trogon elegans)
  - crvenotrbi trogon (Trogon personatus)
  - crvenokljuni trogon (Trogon massena)
  - crnogrli trogon (Trogon rufus)
  - tamnoglavi trogon (Trogon melanocephalus)
  - crnorepi trogon (Trogon melanurus)
  - sivokrili trogon (Trogon clathratus)
  - plavoglavi trogon (Trogon surrucura)
  - žutotrbi trogon (Trogon violaceus)
  - bjelooki trogon (Trogon comptus)
  - plavoprsi trogon (Trogon viridis)
  - ekvadorski trogon (Trogon mesurus)
  - bjelorepi trogon (Trogon chionurus)
  - narančastotrbi trogon (Trogon aurantius)
  - zlatni trogon (Trogon ambiguus)

## Vanjske poveznice
|  | Zajednički poslužitelj ima stranicu o temi Trogonidae    |
|  | Zajednički poslužitelj ima još gradiva o temi Trogonidae |
|  | Wikivrste imaju podatke o taksonu Trogonidae             |